# Liste des joueurs français en NRL

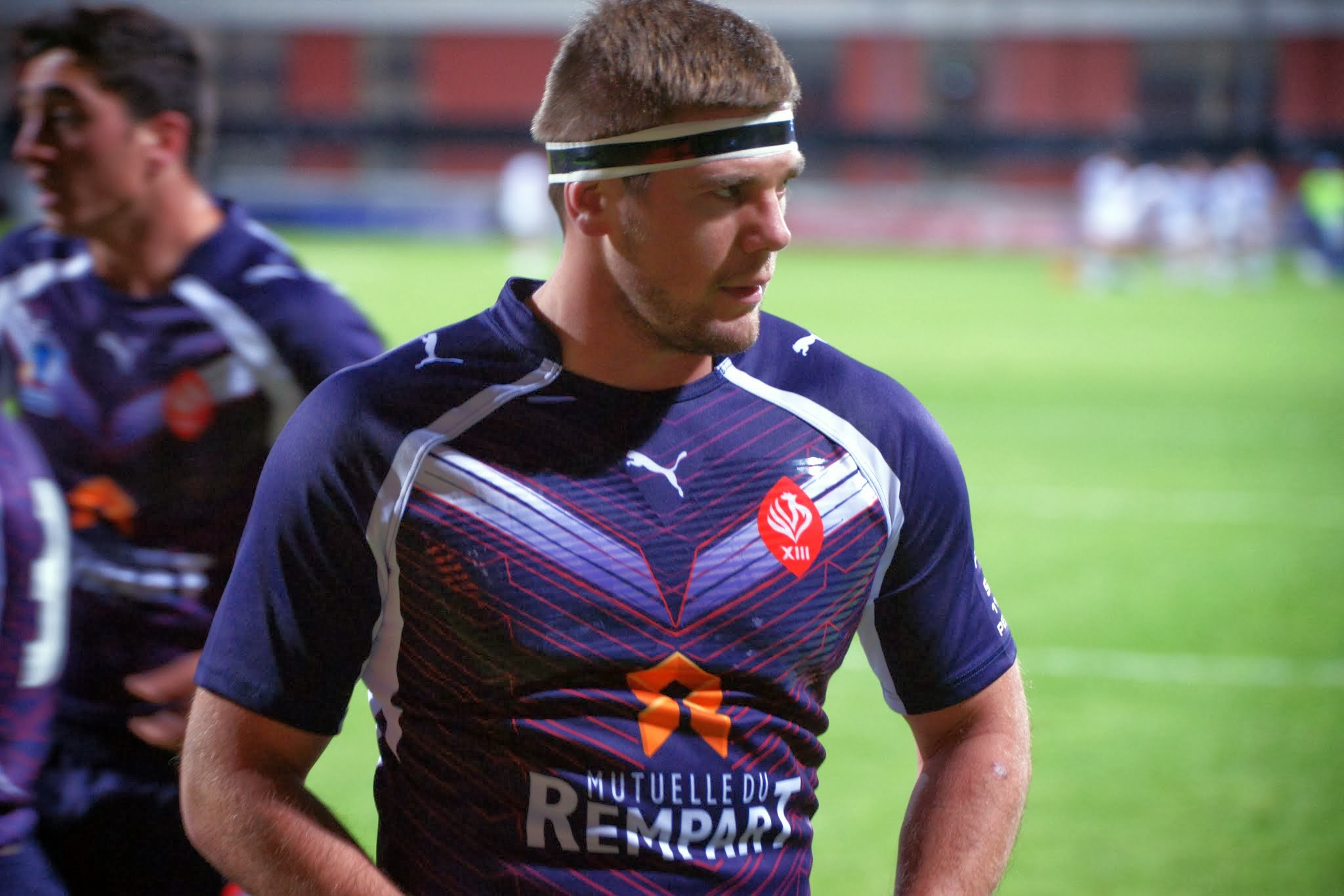
Rémi Casty est le seul Français à avoir inscrit un essai en National Rugby League.

Cet article est une liste des Français jouant ou ayant joué en National Rugby League (NRL).

## Joueurs actifs
| Année d'entrée | Joueur | Poste | Équipes |
| -------------- | ------ | ----- | ------- |

## Anciens joueurs
| Année d'entrée | Joueur          | Poste           | Équipes             | Saisons NRL | Matchs NRL |
| -------------- | --------------- | --------------- | ------------------- | ----------- | ---------- |
| 1987           | Jacques Moliner | Troisième ligne | Panthers de Penrith | 1           | 1          |
| 1999           | Jérôme Guisset  | Deuxième ligne  | Raiders de Canberra | 1           | 4          |
| 2012           | Dimitri Pelo    | Ailier          | Raiders de Canberra | 1           | 5          |
| 2014           | Rémi Casty      | Pilier          | Roosters de Sydney  | 1           | 11         |